# Порхавка (фільм)
Порхавка; Гриб-дощовик (Puffball) — британсько-ірландсько-канадська надприродна драма 2007 року режисера Ніколаса Роуга. Сценарій був адаптований за однойменним романом Фей Велдон 1980 року її сином Деном Велдоном. Фільм був частково профінансований Фондом нового кіно Кіноради Великобританії.

## Про фільм
Потужні надприродні сили вивільняються, коли молода архітекторка завагітніла після переїзду в відокремлену й таємничу долину, щоб побудувати будинок.
І коли сусідні фермери виступають проти ненародженої дитини, під загрозою опиняється саме її виживання.

## Знімались
| Актор             | Роль           |
| ----------------- | -------------- |
| Рита Ташінґем     | Моллі          |
| Келлі Райллі      | Ліффі          |
| Міранда Річардсон | Мабс           |
| Вільям Г'юстон    | Вільям Г'юстон |
| Тіна Келлегер     | Келлі          |
| Дональд Сазерленд | Ларс           |